# Communication Breakdown
A Communication Breakdown a Led Zeppelin 1969-es Led Zeppelin című, debütáló albumának hetedik dala, amely a Good Times Bad Times kislemez B-oldalán is megjelent 1969. március 10.-én az Egyesült Államokban. Az alig több mint két perc hosszú dal, az első album leghúzósabb, legkeményebb nótája, amelyben a rocktörténelem egyik legismertebb és rengetegszer felhasznált riffje hallható.
A dohogó, zakatolós témája révén sokszor tartják a heavy metal és a punk egyik előfutáraként is. A dal népszerű darabja volt a Led Zeppelin-koncerteknek, a Heartbreaker mellett ez volt az egyetlen szám, amelyet minden turnésorozaton legalább egyszer eljátszottak. Általában koncertnyitóként, vagy a ráadásban adták elő.

## Történet
A "Communication Breakdown" az egyik első dal volt, amelyen a zenekar elkezdett közösen dolgozni, röviddel a megalakulás után. Spontán módon, az együttes egyik első saját szerzeményeként állt össze, a New Yardbirs néven adott skandináv turné során. A szám egy Jimmy Page által játszott gitár riffből alakult ki, míg az együttes többi tagja ehhez rakta hozzá saját ötleteit. Az énekes Robert Plant nem kaphatott dalszerzési jóváírást egy korábbi, érvényben lévő lemezszerződése miatt, ezért csak az együttes másik három tagjának a neve van feltüntetve a szerzők között. Az együttes az első album rögzítésekor, 1968 októberében vette fel a londoni Olympic Studiosban. John Paul Jones basszusgitáros később a riffek riffjének nevezte Page fő témáját.
A dohogó gitárriffet Page egy kicsi, bemikrofonozott Supro erősítőn keresztül játszotta fel, szólógitárját pedig egy teljesen zárt Vox wah-wah pedálon vezette át, létrehozva a bevezető „gitár a cipősdobozban” hangzását. A Communication Breakdown továbbá egyike azon ritka daloknak, amelyeken Page énekelte a háttérvokált. A gyors tempójú dal az E-D-A-D akkordok örök háromszögére épül, de a verzék felépítésében a ritmusbeli törések is nagy hangsúlyt kapnak. Ez némi fogódzót biztosít Plant számára, hogy felépíthesse köréjük énekszólamát, mivel ezeken kívül csak egy szimpla popdal szerkezet tartja össze a szám vázát. A dal Eddie Cochran Nervous Breakdown című számához is hasonlítható valamelyest. A dal közepén gyors gitárszóló hallható, majd a záró refrént egy jól felépített hangszerelés emeli ki, egy külön gitárszólammal és némi orgonahanggal.

### Utóélet
A szám jellegzetes, kemény hangzása és eredetisége révén legtöbbször pozitív reakciókat kap. Ralp Hulett a Whole Lotta Led: Our Flight with Led Zeppelin című könyv szerzője falakat rengető, eredeti és sistergő rock and rollnak nevezte, míg Keith Shadwick a Led Zeppelin The Story of a band and their music, 1968-1980 című könyv szerzője szerint „a csapat ügyesen tartja fenn az izgalmi állapotot. A szám elsőrangú popkonfekció a Vanilla Fudge féle futószalagról.“ A The Dictators amerikai punk rock együttes basszusgitárosa Andy Shernoff szerint Page riffje, Johnny Ramone-nak a Ramones együttes gitárosának a stílusát jelentősen inspirálta. Ramone a Ramones: The True Story című dokumentumfilmben kijelentette, hogy korai karrierje nagy részében újra és újra játszotta a dalt, és ezáltal tényleg nagy hatást gyakorolt gitározási stílusára. A dal nyers megszólalására jellemző, hogy Johnny Rotten a Sex Pistols énekese pedig a világtörténelem tulajdonképpeni első punkdalaként emlegette. A dal hatása tagadhatatlan a Black Sabbath legismertebb slágerére a Paranoidra is. Tony Iommi gitáros gyakorlatilag innen merítette a heavy metal hangzását meghatározó zakatolós riffjét.
A "Communication Breakdown" 1968-ban a koncertek nyitódala volt, majd 1970-ig minden koncerten játszották. Ezt követően többnyire a koncertek ráadásaként hangzott el, és legalább egy koncert erejéig az összes későbbi turnén elhangzott, ideértve az 1975-ös londoni Earl's Court arénás fellépéseket, a második fellépést az 1979. évi Knebworth-fesztiválon és a zenekar utolsó turnéját 1980-ban. A fellépéseken a középső szakaszt kibővítették további szólókkal, improvizációkkal, funk jellegű témázgatásokkal. Plant később is előadta néhány szóló turnéján, míg Jones 1994-ben Diamanda Galás énekesnővel játszotta el. 1969-ben egy promóciós videót is forgattak a dalhoz, amely felvételen a zenekar az élő előadást utánozva játszik a stúdiófelvételre. Az 1997-ben megjelent Led Zeppelin BBC Sessions albumon három különböző verziója is megtalálható, mindegyik improvizációkkal megtűzdelve. Egy másik koncertverzió, amelyet a Royal Albert Hallban adtak elő 1970-ben, felkerült a Led Zeppelin DVD-re. Ezen a kiadványon a szám promóciós videója mellett két további koncertfelvétele is megtekinthető. Az egyik 1969-ben Párizsban került rögzítésre a Tous en scène tévéműsor számára, míg a másik szintén 1969-ben a dán Danmarks Radio számára. 2014. április 15-én az iTunes-on megjelent a "Good Times Bad Times/Communication Breakdown" kislemeznek egy olyan változata, amelyen a "Communication Breakdown" koncertverzióban hallható. Ez a felvétel az 1969. október 10-én a párizsi Paris Olympia-ban adott koncertről származik.
Freddie Mercury a Queen előtti együttesével, az Ibexszel rendszeresen előadta a fellépéseiken. Az Iron Maiden együttes később feldolgozta a dalt, amely felkerült a Bring Your Daughter... to the Slaughter című kislemezük B-oldalára  és az Eddie’s Archive című díszdobozos válogatásukra. A The Flaming Lips Finally the Punk Rockers Are Taking Acid című válogatásalbumán jelentette meg saját verzióját; John Bonham fia, Jason Bonham is felvette a dalt saját, In the Name of My Father - The Zepset című albumára. A dalt a Jeff Healey Band is feldolgozta Cover to Cover albumán, amely több klasszikus dal feldolgozását is tartalmazta, bár ének helyett elektromos harmonikát használtak.
A D.O.A. hardcore punk együttes a Hardcore '81 című albumára értelmezte át, míg a The Dickies punkrock zenekar az 1983-as Stukas Over Disneyland lemezén. A Led Zeppelin feldolgozásait reggae stílusban előadó zenekar a Dread Zeppelin a Rock'n Roll című EP-jén dolgozta fel. Az amerikai power metal együttes a Vicious Rumors szintén a saját képére formálta a dalt, amely a The Voice című 1994-es EP-jükre került fel. A Michael White & the White amerikai hard rock formáció a Plays the Best of Led Zeppelin című albumára dolgozta át a szerzeményt 1995-ben, míg a Skid Row egykori énekese Sebastian Bach a Bach 2: Basics kiadványán 2001-ben. A Tierra Santa spanyol heavy/power metal zenekar is feldolgozta a dalt, amely a 2002-ben kiadott The Music Remains the Same: A Tribute to Led Zeppelin lemezre került fel. Ezen a kiadványon különböző metal együttesek dolgoztak fel Zeppelin számokat. A Lez Zeppelin emlékzenekar a 2007-es Lez Zeppelin anyagán dolgozta fel, míg a Pavic a Misty Mountain Hop: A Millennium Tribute to Led Zeppelin című lemezen. Slash saját zenekarával a 2010-ben kiadott Live in Manchester koncertalbumán játszotta el a dalt.
2006-ban az ausztráliai Wolfmother rockegyüttes a Led Zeppelin UK Music Hall of Fame-be való beiktatásakor rendezett műsoron – és a későbbi turnékon is – előadta a dalt.
A dalt felhasználták egyes mozifilmekben is, ahol általában katonai környezetben szokott felcsendülni. A Simpson család című sorozat G.I. (Annoyed Grunt) epizódjában egy katonai toborzást mutató jelenet során egy csoport katona játssza a "Communication Breakdown " gitárriffjét (link). A szám szerepel a Blender magazin Az 1,001 legnagyobb dal, amelyet most letölthet elnevezésű összeállításán is.

## Közreműködők
- Jimmy Page – gitár
- Robert Plant – ének
- John Paul Jones – basszusgitár
- John Bonham – dobok